# Łuka (województwo podlaskie)
Łuka – nieistniejąca już wieś w Polsce położona w województwie podlaskim, w powiecie hajnowskim, w gminie Narewka nad zalewem Siemianówka. 
Łuka istniała w latach 1632–1986, mieszkańcy zostali przesiedleni do Nowej Łuki z powodu budowy zalewu Jezioro Siemianowskie.

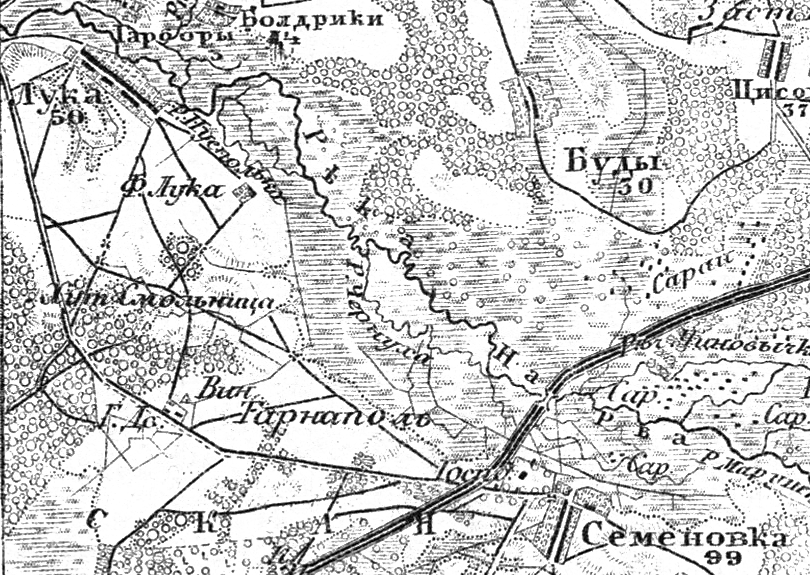
Wieś i folwark Łuka (oznaczone jako Лука i Ф. Лука) na starej rosyjskojęzycznej mapie.

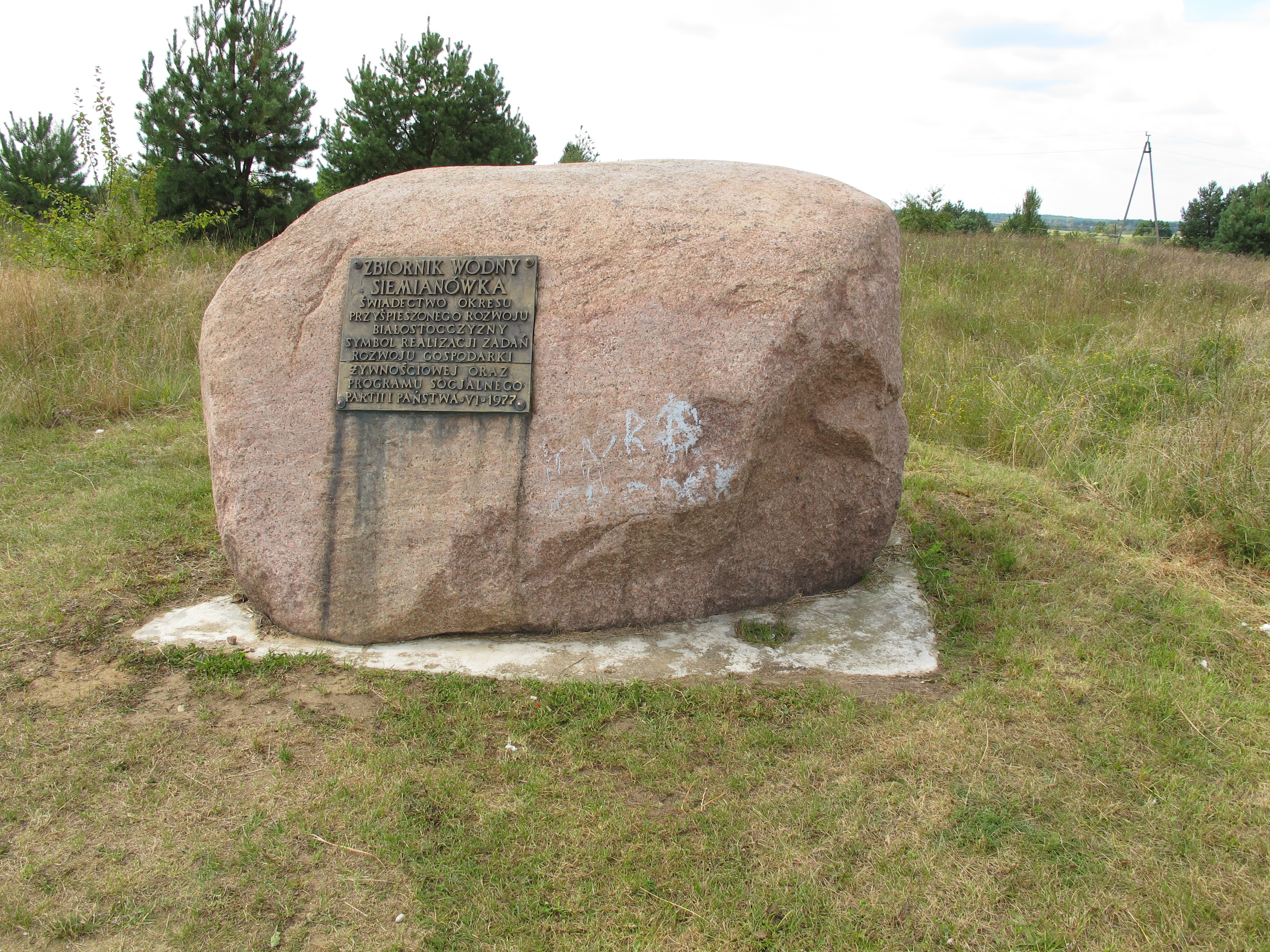
Głaz pamiątkowy umieszczony przy drodze wjazdowej do byłej wsi Łuka (obecnie wzdłuż Jeziora Siemanowskiego).

Za II RP siedziba wiejskiej gminy Tarnopol w powiecie wołkowyskim. W latach 1954–1955 wieś należała i była siedzibą władz gromady Łuka, po jej zniesieniu w gromadzie Siemianówka, a po zniesieniu tej od 1972 r. w Lewkowo Stare. W latach 1975–1986 miejscowość administracyjnie należała do województwa białostockiego.
Pierwotnie duża część Łuki położona była na lekkim wzgórzu ciągnącym się wzdłuż rzeki Narew i łagodnie opadającym w jej stronę.
W Łuce tuż po wysiedleniu mieszkańców kręconych było część zdjęć do filmu fabularnego Nad Niemnem i serialu telewizyjnego pod tym samym tytułem (m.in. kręcono tam zdjęcia plenerowe na tle zabudowań powieściowej rodziny Bohatyrowiczów - w rzeczywistości zabudowania te były uprzednio własnością seniorów rodziny Korolczuk, która mieszkała tam od pokoleń).

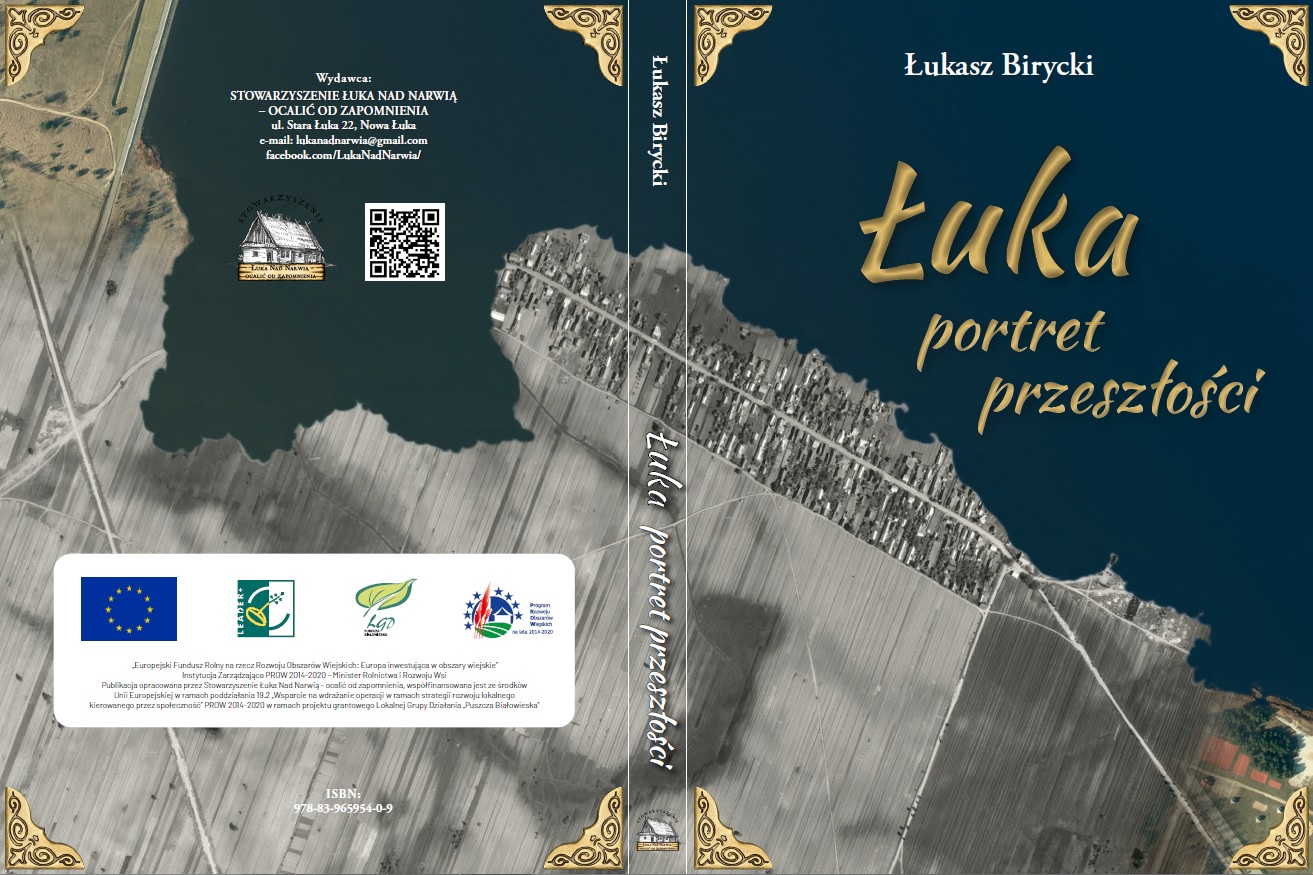
Okładka książki o wsi Łuka pt. ,,Łuka portret przeszłości". Okładka powstała poprzez nałożenie na siebie dwóch zdjęć lotniczych. Dolne, czarno-białe zdjęcie z lat 60. przedstawia nie zalaną jeszcze wieś Łuka i tereny okalające. Z kolei zdjęcie górne obrazuje współczesny zasięg wód zalewu Siemianówka.

Obecnie w Łuce pozostał tylko jeden dom, należący dawniej do Sergiusza Łobacza, który po remoncie zachował pierwotny wystrój i służy dawnym mieszkańcom jako przystanek podczas ich podróży sentymentalnych.
W 2022 r. Stowarzyszenie „Łuka Nad Narwią - ocalić od zapomnienia” wydało monografię wsi Łuka autorstwa Łukasza Biryckiego pt. „Łuka portret przeszłości”. 
8 listopada 2023 r. na ekranach białostockich kin Helios miał swoją premierę film pt. „Tajemnica Łuki” zrealizowany przez Bałtyk Film Production. Fabuła filmu opiera się na miejscowej legendzie, według której na dnie Zalewu Siemianówka ukryty został skarb.